# Zbigniew Witkowski (trener)
Zbigniew Witkowski (ur. 7 sierpnia 1975) – polski trener piłkarski, doktor nauk o kulturze fizycznej. W 2013 roku jako trener poprowadził piłkarską reprezentację Polski kobiet do lat 17 do zdobycia mistrzostwa Europy.

## Życiorys
W 2003 roku uzyskał stopień doktora nauk o kulturze fizycznej na Instytucie Fizjologii Rozwojowej Dzieci i Młodzieży Rosyjskiej Akademii Kształcenia w Moskwie. W latach 1999–2004 był pracownikiem naukowo-dydaktycznym i wykładowcą w Zakładzie Piłki Nożnej Akademii Wychowania Fizycznego w Katowicach, od 2004 roku te same obowiązki wypełnia w Zakładzie Piłki Nożnej Akademii Wychowania Fizycznego w Krakowie. Obecnie wykłada w Instytucie Wychowania Fizycznego i Sportu Państwowej Wyższej Szkole Zawodowej w Oświęcimiu.
W latach 2000–2004 był asystentem trenera reprezentacji Polski kobiet do lat 19, a następnie do roku 2009 asystentem trenera reprezentacji Polski kobiet do lat 17. W 2009 roku został trenerem reprezentacji kobiet do lat 15, a dwa lata później do lat 17. W 2013 roku na turnieju w Szwajcarii osiągnął z reprezentacją do lat 17 jej największy sukces, mistrzostwo Europy. Jest autorem czterech książek (w języku polskim i rosyjskim) oraz ponad 70 publikacji dotyczących treningu piłkarskiego.